# Kohnia rottnestensis
Kohnia rottnestensis är en djurart som tillhör fylumet slemmaskar, och som beskrevs av Scott D. Sundberg och Gibson 1995. Kohnia rottnestensis ingår i släktet Kohnia och familjen Lineidae. Inga underarter finns listade i Catalogue of Life.